# أكواريكا دل كابو
أكواريكا دل كابو (بالإيطالية: Acquarica del Capo)‏ هي بلدة وبلدية في مقاطعة ليتشي في إقليم بوليا في جنوب إيطاليا.

## السكان
في سنة 1861 بلغ عدد السكان 1٬362 نسمة، وتطور العدد ليصل في سنة 2011 لـ 4٬898 نسمة.
يظهر هذا المخطط البياني تطور النمو السكاني لـ أكواريكا دل كابو

## أعلام
- فرانكو بيترو